# 北海道の難読地名一覧

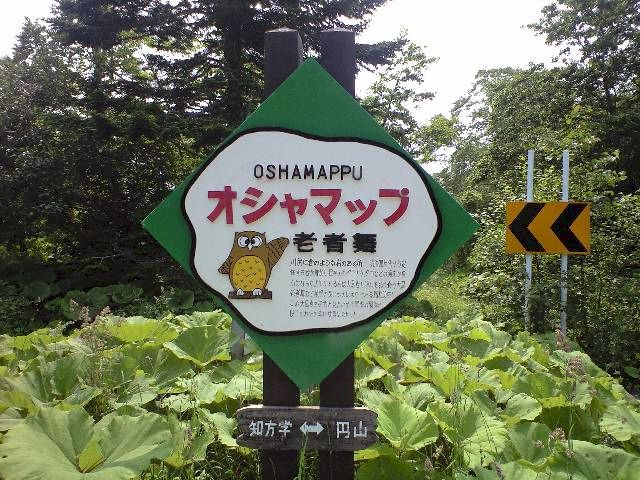
老者舞（おしゃまっぷ）
（釧路町老者舞集落入口にある標識）

北海道の難読地名一覧（ほっかいどうのなんどくちめいいちらん）は、北海道の難読地名の一覧である。
アイヌ語に起因する部分が多く、漢字との繋がりの無い地名も多い。

## 北海道の難読地名一覧
※市町村コード順
- 茨戸（ばらと） - 札幌市北区　アイヌ語の「パラ・ト」（広い沼）に由来[1]。行政地名は、東茨戸、東茨戸1条～東茨戸4条、西茨戸及び西茨戸1条～西茨戸7条。
- 簾舞（みすまい） - 札幌市南区　アイヌ語の「ニセイ・オマㇷ゚」（峡谷があるもの）に由来[2]。行政地名は、簾舞及び簾舞1条～簾舞6条。
- 発寒（はっさむ） - 札幌市西区　アイヌ語の「ハッチャムペッ」（桜鳥の川）、または「ハッ・サㇺ」（ヤマブドウの傍ら）に由来[3]。行政地名は、発寒1条～発寒17条。
- 庵原町（いおはらちょう） -  函館市　周辺地域を開拓した庵原菡斎に由来。
- 川汲町（かっくみちょう） - 函館市　アイヌ語の「カッコ・ク・ニ」（カッコウのいるところ）に由来[4]。
- 木直町（きなおしちょう） -  函館市　アイヌ語の「キナ・ウㇱ」（蒲の生えるところ）に由来[4]。
- 椴法華（とどほっけ） - 函館市　アイヌ語の「トー・ポㇰ・ケ」（山の根の下のところ）に由来[5]。行政地名に存在しない。
- 忍路（おしょろ） - 小樽市　アイヌ語の「オショロ」（尻のような窪み）、あるいは「ウㇲ・オ・ロ」（入江の中）に由来[6]。
- 勝納町（かつないちょう） - 小樽市　アイヌ語の「ヘロキ・アッ・トマリ・ナイ」（ニシンが群集する入江の川）が短縮され、アッがカッに転訛したもの[7]。
- 文庫歌（ぶんがた） - 小樽市　アイヌ語の「プンカル・コタン」（蔓植物の村）に由来[8]。行政地名に存在しない。
- 神居古潭（かむいこたん） - 旭川市　アイヌ語の「カムイ・コタン」（神の村）に由来[9]。行政地名は、神居町神居古潭（かむいちょうかむいこたん）。
- 雨紛（うぶん） - 旭川市　アイヌ語の「ウプン」（吹雪）に由来[10]。行政地名は、神居町雨紛（かむいちょううぶん）。
- 大楽毛（おたのしけ） - 釧路市　アイヌ語の「オタ・ノㇱケ」（砂浜の中央）に由来[11]。
- 知茶布（ちちゃっぷ） - 釧路市　行政地名は、阿寒町知茶布。
- 徹別（てしべつ） - 釧路市　アイヌ語の「テㇱ・ペッ」（簗のある川）に由来[12]。行政地名は、阿寒町上徹別、阿寒町下徹別、阿寒町中徹別、阿寒町西徹別及び阿寒町徹別中央。
- 幣舞町（ぬさまいちょう） - 釧路市　アイヌ語の「ヌサ・オマ・イ」（イナウを捧げるところ）に由来[13]。
- 馬主来（ぱしくる） - 釧路市、白糠郡白糠町　アイヌ語の「パㇱクㇽ」（カラス）に由来[14]。行政地名は、釧路市音別町馬主来及び白糠郡白糠町馬主来
- 相内町（あいのないちょう） - 北見市　アイヌ語の「アイヌ・ナイ」（人がいる川）に由来[15]。
- 留辺蘂町（るべしべちょう） - 北見市　アイヌ語の「ルペㇱペ」（道に沿って下る川）に由来[15]。
- 呼人（よびと） - 網走市　アイヌ語の「イ・オ・ピト」（それを捨て去った沼[注釈 1]）に由来[16]。
- 癸巳町（きしちょう） - 美唄市　屯田兵の騎兵隊が入植した明治26年の十二支十干に由来。
- 対雁（ついしかり） - 江別市、石狩郡当別町　アイヌ語の「トエシカリ」（沼がそこで回る）[17]、もしくは「トゥ・イシカリ」（石狩川の古い流れ）[18]に由来。
- 野幌（のっぽろ） - 江別市　アイヌ語の「ヌㇷ゚・オㇽ・オ・ペッ」（野中を流れる川）に由来[17]。
- 渚滑町（しょこつちょう） - 紋別市　アイヌ語の「ソー・コッ」（滝つぼ）に由来[19]。
- 奔別町（ぽんべつちょう） - 三笠市　アイヌ語の「ポン・ペッ」（小さな川）に由来[20]。
- 温根沼（おんねとう） - 根室市　アイヌ語の「オンネ・トー」（大きな沼）に由来[21]。
- 珸瑶瑁（ごようまい） - 根室市　アイヌ語の「コイ・オマ・イ」（波があるもの）に由来[22]。
- 納沙布（のさっぷ） - 根室市　アイヌ語の「ノッ・サㇺ」（岬の傍ら）に由来[22]。
- 穂香（ほにおい） - 根室市　アイヌ語の「ポン・ニ・オ・イ」（小さい木片の多いところ）に由来[23]。
- 歯舞（はぼまい） - 根室市　アイヌ語の「アポ・オマ・イ」（流氷があるもの）に由来[22]。
- 奥潭（おこたん） - 千歳市　アイヌ語の「オ・コタン・ウン・ペ」（川口に村があるもの）に由来[24]。
- 支寒内（ししゃもない） - 千歳市　アイヌ語の「シサㇺ・ナイ」（和人の沢）に由来[25]。
- 幌美内（ほろぴない） - 千歳市　アイヌ語の「ポロ・ピ・ナイ」（大きな涸れ沢）に由来[24]。
- 神威（かもい） - 歌志内市 、斜里郡清里町 　アイヌ語の「カムイ」（神）に由来。
- 納内町（おさむないちょう） - 深川市　アイヌ語の「オ・サㇻ・ウン・ナイ」（川尻にヨシ原のある川）に由来[26]。
- 一已町（いちやんちょう） - 深川市　アイヌ語の「イチャン」（鮭や鱒が産卵するところ）に由来[27]。
- 富岸町（とんけしちょう） - 登別市　アイヌ語の「トー・ケㇱ」（沼の端）に由来[28]。
- 稀府（まれっぷ） - 伊達市　アイヌ語の「イマリマレㇷ゚」（イチゴがあるところ）に由来[29]。行政地名は、北稀府町、南稀府町及び中稀府町。
- 輪厚（わっつ） - 北広島市　アイヌ語の「ウッ」（あばら骨）に由来[30]。
- 送毛（おくりげ） - 石狩市　アイヌ語の「ウクル・キナ」（サジオモダカ・植物）に由来[31]。
- 生振（おやふる） - 石狩市　アイヌ語の「オ・ヤ・フル」（尻が陸に付く丘）に由来[1]。
- 群別（くんべつ） - 石狩市　アイヌ語の「クン・ペッ」（黒い川）に由来。
- 濃昼（ごきびる） - 石狩市　アイヌ語の「オキピリ」（川下からそそり立つ崖）に由来[32]。
- 聚富（しっぷ） - 石狩市　アイヌ語の「シュオプ」（箱のような峡谷）に由来[33]
- 発足（はったり） - 石狩市厚田区厚田、岩内郡共和町　アイヌ語の「ハッタㇽ」（淵）に由来[34]。
- 花畔（ばんなぐろ） - 石狩市　アイヌ語の「パナウンクㇽ・ヤソッケ」（川下の衆の漁場）に由来[1]。
- 幌（ぽろ） - 石狩市　アイヌ語の「ポロ・クンペッ」（大きい石の川）に由来[35]。
- 正利冠（まさりかっぷ） - 石狩市　アイヌ語の「マサㇻ・カ・オマㇷ゚」（砂丘の草地の上にあるもの）に由来[36]。行政地名は、2005年に厚田村が浜益村と共に石狩市に編入合併に伴って消滅。
- 望来（もうらい） - 石狩市　アイヌ語の「モライ」（遅流）に由来[37]。
- 安瀬（やそすけ） - 石狩市　アイヌ語の「ヤ・ソㇱケ」（網で漁をするところ）[1]、あるいは「ヤン・ソㇱケ」（陸に上がる、剥げた崖）に由来[38]。
- 弁華別（べんけべつ） - 石狩郡当別町　アイヌ語の「ペンケ・チㇷ゚・ペㇱ・ナイ」（川上側の、丸木舟がそれに沿って下る川）に由来[39]。
- 軍川（いくさがわ） - 亀田郡七飯町　アイヌ語の「イ・クサ・ㇷ゚」（それを越させる者、渡し守）に由来[40]。
- 長万部（おしゃまんべ） - 山越郡長万部町　アイヌ語の「オ・サマム・ペッ」（川尻が横になっている川）に由来[41]。
- 国縫（くんぬい） - 山越郡長万部町　アイヌ語の「クンネ・ナイ」（黒い川）に由来[42]。
- 小砂子（ちいさご） - 檜山郡上ノ国町　アイヌ語の「チシ・エㇺコ」（立岩の水源）に由来[43]。
- 厚沢部（あっさぶ） - 檜山郡厚沢部町　アイヌ語の「ハッチャム・ペッ」（桜鳥の川）に由来[44]。
- 美利河（ぴりか） - 瀬棚郡今金町 　アイヌ語の「ピㇼカ・ペッ」（美しい川）に由来[45]。
- 貝取澗（かいとりま） - 久遠郡せたな町　アイヌ語の「カイェ・ウトゥル」（折岩の間）に由来[46]。
- 歌棄町（うたすつちょう） - 寿都郡寿都町、古平郡古平町　アイヌ語の「オタ・スッ」（砂浜の根元）に由来[47]。
- 千走（ちわせ） - 島牧郡島牧村 　アイヌ語の「チウ・アㇱ」（波立つところ）に由来[48]。
- 寿都（すっつ） - 寿都郡寿都町　アイヌ語の「シュプト・ペッ」（ヨシの川）に由来[48]。
- 熱郛（ねっぷ） - 寿都郡黒松内町　アイヌ語の「クンネ・プ」（黒いもの）。あるいは「ネプ」（流木）に由来[47]。
- 真狩（まっかり） - 虻田郡真狩村　アイヌ語の「マㇰ・カㇼ・ペッ」（奥で曲がる川）に由来[49]。
- 倶知安（くっちゃん） - 虻田郡倶知安町　アイヌ語の「クチャ・アン・ナイ」（小屋のある川）、あるいは「クッ・サㇺ・ウン・ペッ」（崖の傍らにある川）に由来[50]。
- 梨野舞納（りやむない） - 岩内郡共和町　アイヌ語の「リヤㇺ・ナイ」（年を越す川）に由来[34]。
- 老古美（おいこみ） - 岩内郡共和町
- 堀株村（ほりかっぷむら） - 古宇郡泊村　アイヌ語の「ホㇿカ・ㇷ゚」（後戻りするもの）に由来[51]。
- 神恵内村（かもえないむら） - 古宇郡神恵内村　アイヌ語の「カムイ・ナイ」（神の川）に由来[52]。
- 積丹（しゃこたん） - 積丹郡積丹町　アイヌ語の「サㇰ・コタン」（夏の村）に由来[53]。
- 然別（しかりべつ）　- 余市郡仁木町 、河東郡鹿追町  アイヌ語の「シ・カリ・ペッ」（回っている川）に由来。
- 南幌（なんぽろ） - 空知郡南幌町　「ポロ・モイ」= 幌向（大きな川の曲がり）の南部に位置したことに由来[54]。
- 晩生内（おそきない） - 樺戸郡浦臼町　アイヌ語の「オ・ショㇱケ・ナイ」（川尻が崩れている川）に由来[55]。
- 留久（るうく） - 樺戸郡新十津川町　アイヌ語の「ル・クㇱ・ペッ」（道が通る川）に由来。行政地名には、存在しない。
- 妹背牛（もせうし） - 雨竜郡妹背牛町　アイヌ語の「モセ・ウㇱ」（イラクサの生えるところ、あるいは草刈りをするところ）に由来[56]。
- 秩父別（ちっぷべつ） - 雨竜郡秩父別町　アイヌ語の「チェㇷ゚・ペッ」（魚の川）、あるいは「チ・クㇱ・ペッ」（我ら通る川）、「チㇷ゚・クㇱ・ペッ」（舟が通る川）に由来[57]。
- 和（やわら） - 雨竜郡北竜町　開拓者の出身地千葉県埜原村（やわらむら）に由来[58]。
- 比布（ぴっぷ） - 上川郡比布町　アイヌ語の「ピピペッ」（石のごろごろしている川）、あるいは「ピオㇷ゚」（石の多いもの）に由来[59]。
- 勇駒別（ゆこまんべつ） - 上川郡東川町　アイヌ語に「ユ・コ・オマン・ペッ」（湯に向かう川）に由来[60]。
- 占冠（しむかっぷ） - 勇払郡占冠村　アイヌ語の「シ・ムカㇷ゚」（鵡川の本流）より[61]。（鵡川は、アイヌ語の「ムッカ・ペッ」（塞がる川）、あるいは「ムカㇷ゚」（ツルニンジンのあるところ）から[62]）
- 苫鵡（とまむ） - 勇払郡占冠村　アイヌ語の「トマㇺ」（湿地）より[61]。
- 和寒（わっさむ） - 上川郡和寒町　アイヌ語の「アッ・サㇺ」（オヒョウの傍ら）より[63]。
- 美羽烏（びばかるうし[注釈 2]） - 上川郡剣淵町　アイヌ語の「ピパ・カㇽ・ウㇱ」（カラス貝を取るところ）より。
- 音威子府（おといねっぷ） - 中川郡音威子府村　アイヌ語の「オ・トイネ・ㇷ゚」（川尻が汚れたもの）より[64]。
- 咲来（さっくる） - 中川郡音威子府村　アイヌ語の「サㇰ・ル」（夏の道）より[64]。
- 母子里（もしり） - 雨竜郡幌加内町　アイヌ語の「モシㇼ・ウン・ナイ」（島がある川）より[65]。
- 信砂（のぶしゃ）　増毛郡増毛町 アイヌ語の「ヌㇷ゚・サ・ペッ」（野傍の川）より。
- 天売（てうり） - 苫前郡羽幌町　アイヌ語の「テウレ」（魚の背腸）、あるいはチェウレ（足）より[66]。
- 焼尻（やぎしり） - 苫前郡羽幌町  アイヌ語の「ヤンケ・シㇼ」（水揚げする島）より[66]。
- 雄信内（おのぶない[注釈 3]） - 天塩郡天塩町　アイヌ語の「オ・ヌㇷ゚・ウン・ナイ」（川尻に原野がある川）より[67]。
- 男能富（だんのっぷ） - 天塩郡天塩町
- 振老（ふらおい） - 天塩郡天塩町 アイヌ語の「フラ・ウェン・イ」（臭いの悪い所）より[68]。
- 敏音知（ぴんねしり） - 枝幸郡中頓別町　アイヌ語の「ピンネ・シㇼ」（男の山）より[69]。
- 枝幸（えさし） - 枝幸郡枝幸町　アイヌ語の「エサシ」（岬）より[70]。
- 活汲（かっくみ）- 網走郡津別町  、中川郡本別町　アイヌ語の「カックㇺ」（柄杓）より[71]。
- 止別（やむべつ） - 斜里郡小清水町　アイヌ語の「ヤム・ペッ」（冷たい川）より。
- 訓子府（くんねっぷ） - 常呂郡訓子府町　アイヌ語の「クンネㇷ゚」（黒いもの）より[72]。
- 富武士（とっぷし） - 常呂郡佐呂間町　アイヌ語の「トプ・ウㇱ」（竹が群生しているもの）より[73]。
- 丸瀬布（まるせっぷ） - 紋別郡遠軽町　アイヌ語の「マウレセㇷ゚」（3つの川の集まる広い所）より。
- 札久留（さっくる） - 紋別郡滝上町　アイヌ語の「サㇰ・ル」（夏の道）より[69]。
- 興部（おこっぺ） - 紋別郡興部町、紋別郡西興部村　アイヌ語の「オ・ウ・コッ・ペッ」（川尻が互いにくっつくもの）より[74]。
- 雄武（おうむ） - 紋別郡雄武町　アイヌ語の「オ・ム」（川尻が塞がる）より[75]。
- 礼文華（れぶんげ） - 虻田郡豊浦町　アイヌ語の「レプン・ケ・ㇷ゚」（沖の先へ削るもの[注釈 4]）より[76]。
- 壮瞥（そうべつ） - 有珠郡壮瞥町　アイヌ語の「ソー・ペッ」（滝の川）より[77]。
- 平取（びらとり） - 沙流郡平取町　アイヌ語の「ピラ・ウトゥル」（崖の間）より[78]。
- 貫気別（ぬきべつ） - 沙流郡平取町　アイヌ語の「ヌㇷ゚キ・ペッ」（濁り水の川）より[79]。
- 新冠（にいかっぷ） - 新冠郡新冠町　アイヌ語の「ニカㇷ゚」（木の皮）より[80]。
- 月寒（つきさっぷ）　- 浦河郡浦河町　アイヌ語の「チキサニ」（ハルニレ）より[80]。
- 西舎（にしちゃ） - 浦河郡浦河町　アイヌ語の「ニチャ」（木を伐る）より[81]。
- 染退（しぶちゃり[注釈 5]） - 日高郡新ひだか町  「シペツ・チャリ」（鮭の産卵場）、「シペ・イチャン」・「シペッ・イチャニ」（本流が散らばる）など諸説ある[82]。
- 鳧舞（けりまい） - 日高郡新ひだか町　アイヌ語の「ケリマㇷ゚」（履き物焼くところ）より[83]。
- 音更（おとふけ） - 河東郡音更町　アイヌ語の「オトプケ」（髪が生ずるところ）より[84]。
- 長流枝（おさるし） - 河東郡音更町  アイヌ語の「オ・サルㇱ」（川尻に茅原が多くある川）より。
- 居辺（おりべ） - 河東郡士幌町 、河東郡上士幌町　アイヌ語の「ウㇽ・ペッ」（丘の川）より[85]。
- 屈足（くったり）- 上川郡新得町　アイヌ語の「クッタㇻ・ウㇱ」（イタドリの群生するところ）より[86]。
- 雄馬別（おまべつ） - 河西郡芽室町 アイヌ語の「オマン・ペッ」（山の方へ行く川）より。
- 更別（さらべつ） - 河西郡更別村 　アイヌ語の「サラ・ペッ」（アシ・カヤが生い茂る地）より[80]。
- 生花苗（おいかまない） - 広尾郡大樹町　アイヌ語の「オイカ・オマ・ナイ」（波が越えて入る川）より[87]。
- 萠和（もいわ） - 広尾郡大樹町　アイヌ語の「モイワ」（小さな聖なる山）より[88]。
- 音調津（おしらべつ） - 広尾郡広尾町　アイヌ語の「オ・シララ・ウン・ペッ」（川尻に岩礁のある川）より[89]。
- 白人（ちろっと） - 中川郡幕別町　アイヌ語の「チロ・ト」（鳥の沼）より[90]。
- 利別（としべつ） - 中川郡池田町  アイヌ語の「トゥシ・ペッ」（縄の川）より[91]。
- 旅来（たびこらい） - 中川郡豊頃町　アイヌ語の「タㇷ゚コㇷ゚・ライ」（瘤のような山の近くの、流れのない川）より。
- 農野牛（のやうし） - 中川郡豊頃町　アイヌ語の「ノヤ・ウシ」（蓬の多きところ）より。
- 押帯（おしょっぷ） - 中川郡本別町　アイヌ語の「オ・シュップ」（川尻の箱のような峡谷）より[85]。
- 負箙（おふいびら） - 中川郡本別町　アイヌ語の「ウフイ・ピラ」（燃える崖）より[92]。
- 勇足（ゆうたり） 中川郡本別町　アイヌ語の「エ・サン・ピタㇻ」（頭が浜のほうに出ている川原）より。これに「勇足」を当てて「えさんぴたら」と読ませたが難読なので「ゆうたり」と読みが変えられた[85]。
- 足寄（あしょろ） - 足寄郡足寄町　アイヌ語の「エショロ・ペッ」（沿って下る川）より[93]。
- 愛冠（あいかっぷ） - 足寄郡足寄町、厚岸郡厚岸町　アイヌ語の「アイカㇷ゚」（矢が届かない）より[94]。
- 大誉地（およち） - 足寄郡足寄町　アイヌ語の「オ・イ・オチ」（川のそばに「それ」の多い所[注釈 6]）より[95]。
- 螺湾（らわん） - 足寄郡足寄町　アイヌ語の「ラウ・アン」（低い所）より[93]。
- 鷲府（わしっぷ） - 足寄郡足寄町
- 斗満（とまむ） - 足寄郡陸別町　アイヌ語の「トマㇺ」（湿地）より[96]。
- 勲祢別（くんねべつ） - 足寄郡陸別町　アイヌ語の「クンネ・ペッ」（黒い川）より[97]。
- 止若内（やむわっかない） - 足寄郡陸別町　アイヌ語の「ヤㇺ・ワッカ・ナイ」（冷たい水の川）より[98]。
- 鼈奴（べっちゃろ） - 十勝郡浦幌町　アイヌ語の「ペッチャロ」（川の口）より[99]。
- 跡永賀（あとえか） - 釧路郡釧路町　アイヌ語の「アトゥイ・カ」（海の上）、または「アトゥイ・オカケ」（海の跡）より[100]。
- 老者舞（おしゃまっぷ） - 釧路郡釧路町　アイヌ語の「オ・イチャン・オマㇷ゚」（川尻に鮭鱒が卵を産むところ）に由来[101]。
- 来止臥（きとうし） - 釧路郡釧路町　アイヌ語の「キト・ウㇱ」（ギョウジャニンニクがあるところ）に由来[100]。
- 賤夫向（せきねっぷ） - 釧路郡釧路町　アイヌ語の「チェプヌルンゲㇷ゚」（樹木の少ない山で石落ちるところ）に由来。
- 初無敵（そんてき） - 釧路郡釧路町　アイヌ語の「ト・ウン・テㇰ」（沼であるような）に由来。
- 知方学（ちっぽまない） - 釧路郡釧路町　アイヌ語の「チㇷ゚・オマ・ナイ」（舟のある川）に由来[101]。
- 重蘭窮（ちぷらんけうし） - 釧路郡釧路町　アイヌ語の「チㇷ゚・ランケ・ウシ」（舟下ろしをするところ）より[102]。
- 入境学（にこまない） - 釧路郡釧路町　アイヌ語の「ニ・オマ・ナイ」（流木のある川）に由来。
- 冬窓床（ぶいま） - 釧路郡釧路町　アイヌ語の「プイ・モイ」（穴のあいた岩のある入江）に由来。
- 又飯時（またいとき） - 釧路郡釧路町　アイヌ語の「ワッカ・タ・エトク」（水を汲む源）に由来[103]。
- 分遣瀬（わかちゃらせ） - 釧路郡釧路町　アイヌ語の「ワッカ・チャラ・セ」（水がチャラチャラ音をさせる）より[104]。
- 厚岸（あっけし） - 厚岸郡厚岸町　アイヌ語の「アッケ・ウㇱ」（オヒョウの木の皮を剥ぐところ）より[105]。
- 片無去（かたむさり） - 厚岸郡厚岸町　アイヌ語の「カタㇺ・サㇽ」（ツルコケモモのある湿原）より。
- 別寒辺牛（べかんべうし） - 厚岸郡厚岸町　アイヌ語の「ペカンペ・ウㇱ」（ヒシのあるところ）より[106]。
- 奔渡（ぽんと） - 厚岸郡厚岸町　アイヌ語の「ポン・ト」（小さな湖）より。
- 末広（まびろ） - 厚岸郡厚岸町　アイヌ語の「マウ・ピロロ」（風陰のところ）より。
- 羨古丹（うらやこたん） - 厚岸郡浜中町  アイヌ語の「ウライ・ヤ・コタン」（簗網の村）より。
- 恵茶人（えさしと） -  厚岸郡浜中町　アイヌ語の「エサウㇱ」（頭を浜につけている沼）より。
- 瞼暮帰（けんぼっけ） - 厚岸郡浜中町 アイヌ語の「ケネ・ポㇰ」（ハンノキの下）より[106]。
- 後静（しりしず） - 厚岸郡浜中町　アイヌ語の「シㇼ・スッ」（山の根本）より[107]。
- 仙鳳趾（せんぽうじ[注釈 7]） - 厚岸郡浜中町　アイヌ語の「チェッポ・オッ」（小魚がいる所）より。
- 散布（ちりっぷ） - 厚岸郡浜中町　アイヌ語の「チュルㇷ゚」（アサリ貝）より[106]。
- 貰人（もうらいと） - 厚岸郡浜中町　アイヌ語の「ポン・モイレ・モイ」（小さな静かな湾）より。
- 標茶（しべちゃ） - 川上郡標茶町　アイヌ語の「シ・ペッ・チャ」（大きな川の岸）より[108]。
- 茶安別（ちゃんべつ） - 川上郡標茶町　アイヌ語の「チャ・アン・ペッ」（岸の川）より。
- 弟子屈（てしかが） - 川上郡弟子屈町　アイヌ語の「テㇱ・カ・カ」（簗の岸の上）より[109]。
- 跡佐登（あとさのぼり） - 川上郡弟子屈町　アイヌ語の「アトゥサ・ヌプリ」（裸の山）より[110]。
- 屈斜路（くっしゃろ） - 川上郡弟子屈町　アイヌ語の「クッチャル」（沼の喉口）より[111]。
- 鐺別（とうべつ） - 川上郡弟子屈町　アイヌ語の「ト・ペッ・クシ」（ふたつに分かれる川）より[100]。
- 最栄利別（もえりべつ） - 川上郡弟子屈町　アイヌ語の「モイレ・ぺッ」（流れの遅い川）より。
- 雪裡（せつり） - 阿寒郡鶴居村　アイヌ語の「セッ・チリ・ウㇱ・イ」（巣・鳥の多い所）より[112]。
- 御札部（おさっぺ） - 白糠郡白糠町　アイヌ語の「オ・サッ・ぺ」（川尻が枯れているところ）より。
- 標津（しべつ） - 標津郡中標津町、標津町　アイヌ語の「シ・ペッ」（大きな川）より[113]。
- 色丹（しこたん） - 色丹郡色丹村（北方領土）　アイヌ語の「シ・コタン」（大きな村）より[114]。
- 紗那（しゃな） - 紗那郡紗那村（北方領土）　アイヌ語の「シャン・ナイ」（下る川）より[115]。
- 蘂取（しべとろ） - 蘂取郡蘂取村（北方領土）　アイヌ語の「シ・ペッ・オㇿ」（大きい川のところ）より[115]。